# Saint-Lys
Saint-Lys é uma comuna francesa na região administrativa da Occitânia, no departamento do Alto Garona. Estende-se por uma área de 21.3 km², com 9.488 habitantes, segundo os censos de 2018, com uma densidade de 450 hab/km².